# Nozdrzec
Nozdrzec is een dorp in het Poolse woiwodschap Subkarpaten, in het district Brzozowski. De plaats maakt deel uit van de gemeente Nozdrzec en telt 1300 inwoners.